# Resident Evil: Caliban Cove
Resident Evil: Caliban Cove (en España, Resident Evil 2: La Ensenada Calibán) es la segunda novela basada en la saga de videojuegos Resident Evil. Su autor es S. D. Perry. Los protagonistas de esta entrega son Rebecca Chambers y David Trapp. Fue publicada en octubre de 1998.
La historia se sitúa tras los acontecimientos narrados en la primera entrega de la saga.

## Sinopsis
Tras lograr huir de las instalaciones de la corporación Umbrella, los supervivientes de la unidad S.T.A.R.S. tratan por todos los medios de avisar al mundo del peligro que suponen las investigaciones genéticas de la empresa. Sin embargo la tarea no será fácil dado que los S.T.A.R.S. de Raccoon se verán obligados a actuar de forma clandestina, dadas las trabas que le ponen sus superiores. Por su parte, la bioquímica y médico militar Rebecca Chambers, decide unirse a un nuevo grupo de los S.T.A.R.S. cuando conoce el rumor de la existencia de otro centro experimental de Umbrella situado en los acantilados rocosos de la Ensenada Calibán, una pequeña localidad del estado de Maine.
- Datos: Q302832